# Paris-Tours 2024
Le Paris-Tours 2024 est la 118e édition de cette course cycliste masculine sur route. Il a lieu le 6 octobre 2024 entre Chartres et Tours sur 214 kilomètres et fait partie du calendrier des UCI ProSeries, le deuxième niveau de compétition dans l'ordre d'importance du cyclisme sur route masculin, en catégorie 1.Pro. 

## Présentation

### Équipes
23 équipes sont au départ de la course : 11 UCI WorldTeam, 8 équipes continentales professionnelles et 4 équipes continentales.
| WorldTeams (11)- Alpecin-Deceuninck - Arkéa-B&B Hotels - Cofidis - Decathlon-AG2R La Mondiale - Groupama-FDJ - Intermarché-Wanty - Lidl-Trek - UAE Team Emirates - Team Visma \| Lease a Bike - Team dsm-firmenich PostNL - Astana Qazaqstan Team ProTeams (8)- Bingoal WB - Israel-Premier Tech - Lotto Dstny - Q36.5 Pro Cycling Team - TotalEnergies - Uno-X Mobility - Tudor Pro Cycling Team - Equipo Kern Pharma Équipes continentales (4)- Nice Métropole Côte d'Azur - Van Rysel-Roubaix - Saint Michel-Mavic-Auber 93 - CIC U Nantes Atlantique |
| |

## Classement final
| \| Classement général \| Classement général \| Classement général \| Classement général \| Classement général \| \| Coureur \| Coureur \| Pays \| Équipe \| Temps \| \| ------------------ \| ------------------ \| ------------------ \| -------------------------- \| ------------------ \| \| 1er \| Christophe Laporte \| France \| Team Visma \\| Lease a Bike \| 5 h 00 min 27 s \| \| 2e \| Mathias Vacek \| Tchéquie \| Lidl-Trek \| + 0 s \| \| 3e \| Jasper Philipsen \| Belgique \| Alpecin-Deceuninck \| + 21 s \| \| 4e \| Mike Teunissen \| Pays-Bas \| Intermarché-Wanty \| + 21 s \| \| 5e \| Alexis Renard \| France \| Cofidis \| + 21 s \| \| 6e \| Cees Bol \| Pays-Bas \| Astana Qazaqstan Team \| + 21 s \| \| 7e \| Arnaud De Lie \| Belgique \| Lotto Dstny \| + 21 s \| \| 8e \| Tom Van Asbroeck \| Belgique \| Israel-Premier Tech \| + 21 s \| \| 9e \| Fabio Christen \| Suisse \| Q36.5 Pro Cycling Team \| + 21 s \| \| 10e \| Anthony Turgis \| France \| TotalEnergies \| + 21 s \| |                    |          |                            |                 |
| |                    |          |                            |                 |
| Source : ProCyclingStats |                    |          |                            |                 |
| Classement général |                    |          |                            |                 |
| Coureur | Coureur            | Pays     | Équipe                     | Temps           |
| 1er | Christophe Laporte | France   | Team Visma \| Lease a Bike | 5 h 00 min 27 s |
| 2e | Mathias Vacek      | Tchéquie | Lidl-Trek                  | + 0 s           |
| 3e | Jasper Philipsen   | Belgique | Alpecin-Deceuninck         | + 21 s          |
| 4e | Mike Teunissen     | Pays-Bas | Intermarché-Wanty          | + 21 s          |
| 5e | Alexis Renard      | France   | Cofidis                    | + 21 s          |
| 6e | Cees Bol           | Pays-Bas | Astana Qazaqstan Team      | + 21 s          |
| 7e | Arnaud De Lie      | Belgique | Lotto Dstny                | + 21 s          |
| 8e | Tom Van Asbroeck   | Belgique | Israel-Premier Tech        | + 21 s          |
| 9e | Fabio Christen     | Suisse   | Q36.5 Pro Cycling Team     | + 21 s          |
| 10e | Anthony Turgis     | France   | TotalEnergies              | + 21 s          |

### Classements UCI
La course attribue des points au Classement mondial UCI 2024 selon le barème suivant.
| Position           | 1er | 2e  | 3e  | 4e  | 5e | 6e | 7e | 8e | 9e | 10e | 11e | 12e | 13e | 14e | 15e | 16e à 30e | 31e à 40e |
| Classement général | 200 | 150 | 125 | 100 | 85 | 70 | 60 | 50 | 40 | 35  | 30  | 25  | 20  | 15  | 10  | 5         | 3         |

## Liste des participants
| Légende | Légende                                                                    | Légende | Légende                                                    |
| ------- | -------------------------------------------------------------------------- | ------- | ---------------------------------------------------------- |
| Num     | Dossard de départ porté par le coureur sur Paris-Tours                     | Pos     | Position à l'arrivée de la course                          |
|         | Indique un maillot de champion national ou mondial, suivi de sa spécialité | NP      | Indique un coureur qui n'a pas pris le départ de la course |
| AB      | Indique un coureur qui n'a pas terminé la course                           | HD      | Indique un coureur qui a terminé la course hors des délais |
| DSQ     | Indique un coureur qui a été disqualifié de la course                      |         |                                                            |

| Israel-Premier Tech IPT | Israel-Premier Tech IPT | Israel-Premier Tech IPT |
| ----------------------- | ----------------------- | ----------------------- |
| Num                     | Coureur                 | Pos                     |
| 1                       | Riley Sheehan (USA)     | 109e                    |
| 2                       | Pascal Ackermann (GER)  | 125e                    |
| 3                       | Guillaume Boivin (CAN)  | 55e                     |
| 4                       | Hugo Hofstetter (FRA)   | 70e                     |
| 5                       | Jake Stewart (GBR)      | 79e                     |
| 6                       | Tom Van Asbroeck (BEL)  | 8e                      |
| 7                       | Ethan Vernon (GBR)      | 76e                     |

| Groupama-FDJ GFC | Groupama-FDJ GFC            | Groupama-FDJ GFC |
| ---------------- | --------------------------- | ---------------- |
| Num              | Coureur                     | Pos              |
| 11               | Valentin Madouas (FRA)      | 27e              |
| 12               | Lewis Askey (GBR)           | 12e              |
| 13               | Kevin Geniets (LUX) (route) | 22e              |
| 14               | Olivier Le Gac (FRA)        | 101e             |
| 15               | Eddy Le Huitouze (FRA)      | 59e              |
| 16               | Paul Penhoët (FRA)          | AB               |
| 17               | Clément Russo (FRA)         | 46e              |

| Uno-X Mobility UXM | Uno-X Mobility UXM             | Uno-X Mobility UXM |
| ------------------ | ------------------------------ | ------------------ |
| Num                | Coureur                        | Pos                |
| 21                 | Magnus Cort Nielsen (DEN)      | 106e               |
| 22                 | Daniel Årnes (NOR)             | 91e                |
| 23                 | Stian Fredheim (NOR)           | 120e               |
| 24                 | Markus Hoelgaard (NOR) (route) | 38e                |
| 25                 | Tobias Johannessen (NOR)       | 24e                |
| 26                 | William Blume Levy (DEN)       | 44e                |
| 27                 | Erik Nordsæter Resell (NOR)    | 17e                |

| Alpecin-Deceuninck ADC | Alpecin-Deceuninck ADC     | Alpecin-Deceuninck ADC |
| ---------------------- | -------------------------- | ---------------------- |
| Num                    | Coureur                    | Pos                    |
| 31                     | Jasper Philipsen (BEL)     | 3e                     |
| 32                     | Tibor Del Grosso (NED)     | 43e                    |
| 33                     | Silvan Dillier (SUI)       | 68e                    |
| 34                     | Søren Kragh Andersen (DEN) | 98e                    |
| 35                     | Edward Planckaert (BEL)    | 97e                    |
| 36                     | Jensen Plowright (AUS)     | AB                     |
| 37                     | Sente Sentjens (BEL)       | 118e                   |

| Team Visma \| Lease a Bike TVL | Team Visma \| Lease a Bike TVL | Team Visma \| Lease a Bike TVL |
| ------------------------------ | ------------------------------ | ------------------------------ |
| Num                            | Coureur                        | Pos                            |
| 41                             | Christophe Laporte (FRA)       | 1er                            |
| 42                             | Edoardo Affini (ITA)           | 127e                           |
| 43                             | Matthew Brennan (GBR)          | 36e                            |
| 44                             | Per Strand Hagenes (NOR)       | AB                             |
| 45                             | Tosh Van der Sande (BEL)       | 51e                            |
| 46                             | Mick van Dijke (NED)           | 16e                            |
| 47                             | Julien Vermote (BEL)           | 60e                            |

| Lidl-Trek LTK | Lidl-Trek LTK        | Lidl-Trek LTK |
| ------------- | -------------------- | ------------- |
| Num           | Coureur              | Pos           |
| 51            | Mads Pedersen (DEN)  | 49e           |
| 52            | Tim Declercq (BEL)   | AB            |
| 53            | Daan Hoole (NED)     | 58e           |
| 54            | Alex Kirsch (LUX)    | 19e           |
| 55            | Edward Theuns (BEL)  | 41e           |
| 56            | Mathias Vacek (CZE)  | 2e            |
| 57            | Otto Vergaerde (BEL) | AB            |

| Arkéa-B&B Hotels ARK | Arkéa-B&B Hotels ARK   | Arkéa-B&B Hotels ARK |
| -------------------- | ---------------------- | -------------------- |
| Num                  | Coureur                | Pos                  |
| 61                   | Arnaud Démare (FRA)    | 52e                  |
| 62                   | Amaury Capiot (BEL)    | 31e                  |
| 63                   | Matîs Louvel (FRA)     | 40e                  |
| 64                   | Luca Mozzato (ITA)     | 94e                  |
| 65                   | Miles Scotson (AUS)    | AB                   |
| 66                   | Florian Sénéchal (FRA) | 92e                  |

| Lotto Dstny LTD | Lotto Dstny LTD             | Lotto Dstny LTD |
| --------------- | --------------------------- | --------------- |
| Num             | Coureur                     | Pos             |
| 71              | Arnaud De Lie (BEL) (route) | 7e              |
| 72              | Jenno Berckmoes (BEL)       | 30e             |
| 73              | Cédric Beullens (BEL)       | 45e             |
| 74              | Sébastien Grignard (BEL)    | 64e             |
| 75              | Arjen Livyns (BEL)          | 29e             |
| 76              | Lionel Taminiaux (BEL)      | 96e             |
| 77              | Brent Van Moer (BEL)        | 107e            |

| Tudor Pro Cycling Team TUD | Tudor Pro Cycling Team TUD | Tudor Pro Cycling Team TUD |
| -------------------------- | -------------------------- | -------------------------- |
| Num                        | Coureur                    | Pos                        |
| 81                         | Matteo Trentin (ITA)       | 11e                        |
| 82                         | Aloïs Charrin (FRA)        | AB                         |
| 83                         | Alexander Kamp (DEN)       | AB                         |
| 84                         | Arthur Kluckers (LUX)      | 47e                        |
| 85                         | Marius Mayrhofer (GER)     | 105e                       |
| 86                         | Juan David Sierra (ITA)    | 119e                       |
| 87                         | Fabian Weiss (SUI)         | 74e                        |

| UAE Team Emirates UAD | UAE Team Emirates UAD      | UAE Team Emirates UAD |
| --------------------- | -------------------------- | --------------------- |
| Num                   | Coureur                    | Pos                   |
| 91                    | António Morgado (POR)      | 35e                   |
| 92                    | Ivo Oliveira (POR)         | 84e                   |
| 93                    | Rui Oliveira (POR)         | 20e                   |
| 94                    | Mikkel Bjerg (DEN)         | 54e                   |
| 95                    | Luca Giaimi (ITA)          | 75e                   |
| 96                    | Vegard Stake Laengen (NOR) | 61e                   |
| 97                    | Michael Vink (NZL)         | 83e                   |

| Decathlon-AG2R La Mondiale DAT | Decathlon-AG2R La Mondiale DAT | Decathlon-AG2R La Mondiale DAT |
| ------------------------------ | ------------------------------ | ------------------------------ |
| Num                            | Coureur                        | Pos                            |
| 101                            | Oliver Naesen (BEL)            | AB                             |
| 102                            | Edvald Boasson Hagen (NOR)     | 77e                            |
| 103                            | Dries De Bondt (BEL)           | 13e                            |
| 104                            | Sander De Pestel (BEL)         | AB                             |
| 105                            | Stan Dewulf (BEL)              | 18e                            |
| 106                            | Damien Touzé (FRA)             | 100e                           |
| 107                            | Baptiste Veistroffer (FRA)     | 104e                           |

| Intermarché-Wanty IWA | Intermarché-Wanty IWA           | Intermarché-Wanty IWA |
| --------------------- | ------------------------------- | --------------------- |
| Num                   | Coureur                         | Pos                   |
| 111                   | Hugo Page (FRA)                 | 128e                  |
| 112                   | Adrien Petit (FRA)              | AB                    |
| 113                   | Laurenz Rex (BEL)               | 48e                   |
| 114                   | Mike Teunissen (NED)            | 4e                    |
| 115                   | Taco van der Hoorn (NED)        | 28e                   |
| 116                   | Gijs Van Hoecke (BEL)           | 57e                   |
| 117                   | Roel van Sintmaartensdijk (NED) | 50e                   |

| Cofidis COF | Cofidis COF          | Cofidis COF |
| ----------- | -------------------- | ----------- |
| Num         | Coureur              | Pos         |
| 121         | Milan Fretin (BEL)   | 37e         |
| 122         | Piet Allegaert (BEL) | 122e        |
| 123         | Aimé De Gendt (BEL)  | 23e         |
| 124         | Gorka Izagirre (ESP) | 124e        |
| 125         | Nolann Mahoudo (FRA) | 26e         |
| 126         | Alexis Renard (FRA)  | 5e          |
| 127         | Ludovic Robeet (BEL) | 87e         |

| Team dsm-firmenich PostNL DFP | Team dsm-firmenich PostNL DFP | Team dsm-firmenich PostNL DFP |
| ----------------------------- | ----------------------------- | ----------------------------- |
| Num                           | Coureur                       | Pos                           |
| 131                           | Nils Eekhoff (NED)            | 115e                          |
| 132                           | Patrick Eddy (AUS)            | 21e                           |
| 133                           | Alexander Edmondson (AUS)     | AB                            |
| 134                           | Emīls Liepiņš (LAT)           | 34e                           |
| 135                           | Tim Naberman (NED)            | 103e                          |
| 136                           | Timo Roosen (NED)             | 130e                          |
| 137                           | Julius van den Berg (NED)     | 126e                          |

| TotalEnergies TEN | TotalEnergies TEN       | TotalEnergies TEN |
| ----------------- | ----------------------- | ----------------- |
| Num               | Coureur                 | Pos               |
| 141               | Anthony Turgis (FRA)    | 10e               |
| 142               | Thomas Bonnet (FRA)     | 93e               |
| 143               | Fabien Doubey (FRA)     | 88e               |
| 144               | Thomas Gachignard (FRA) | 62e               |
| 145               | Émilien Jeannière (FRA) | 89e               |
| 146               | Julien Simon (FRA)      | 69e               |

| Astana Qazaqstan Team AST | Astana Qazaqstan Team AST | Astana Qazaqstan Team AST |
| ------------------------- | ------------------------- | ------------------------- |
| Num                       | Coureur                   | Pos                       |
| 151                       | Cees Bol (NED)            | 6e                        |
| 152                       | Yevgeniy Fedorov (KAZ)    | 113e                      |
| 153                       | Michele Gazzoli (ITA)     | 95e                       |
| 154                       | Dmitriy Gruzdev (KAZ)     | AB                        |
| 155                       | Michael Mørkøv (DEN)      | 121e                      |
| 156                       | Alessandro Romele (ITA)   | 33e                       |
| 157                       | Ivan Smirnov (RUS)        | 102e                      |

| Equipo Kern Pharma EKP | Equipo Kern Pharma EKP   | Equipo Kern Pharma EKP |
| ---------------------- | ------------------------ | ---------------------- |
| Num                    | Coureur                  | Pos                    |
| 161                    | Urko Berrade (ESP)       | 99e                    |
| 162                    | Haimar Etxeberria (ESP)  | 53e                    |
| 163                    | Francisco Galván (ESP)   | 135e                   |
| 164                    | Pau Miquel (ESP)         | 63e                    |
| 165                    | Mikel Retegi (ESP)       | 133e                   |
| 166                    | Antonio Jesús Soto (ESP) | 134e                   |
| 167                    | Diego Uriarte (ESP)      | 65e                    |

| Q36.5 Pro Cycling Team Q36 | Q36.5 Pro Cycling Team Q36 | Q36.5 Pro Cycling Team Q36 |
| -------------------------- | -------------------------- | -------------------------- |
| Num                        | Coureur                    | Pos                        |
| 171                        | Jannik Steimle (GER)       | 111e                       |
| 172                        | Fabio Christen (SUI)       | 9e                         |
| 173                        | Tobias Ludvigsson (SWE)    | 72e                        |
| 174                        | Jan Sommer (SUI)           | 131e                       |
| 175                        | Rory Townsend (IRL)        | 114e                       |
| 176                        | Nickolas Zukowsky (CAN)    | 123e                       |

| Bingoal WB BWB | Bingoal WB BWB          | Bingoal WB BWB |
| -------------- | ----------------------- | -------------- |
| Num            | Coureur                 | Pos            |
| 181            | Luca De Meester (BEL)   | 73e            |
| 182            | Louis Blouwe (BEL)      | AB             |
| 183            | Cériel Desal (BEL)      | AB             |
| 184            | Jens Reynders (BEL)     | 71e            |
| 185            | Nathan Vandepitte (FRA) | 78e            |
| 186            | Loïc Vliegen (BEL)      | 82e            |
| 187            | Hugo Wertz (BEL)        | HD             |

| Saint Michel-Mavic-Auber 93 AUB | Saint Michel-Mavic-Auber 93 AUB | Saint Michel-Mavic-Auber 93 AUB |
| ------------------------------- | ------------------------------- | ------------------------------- |
| Num                             | Coureur                         | Pos                             |
| 191                             | Alexandre Delettre (FRA)        | 14e                             |
| 192                             | Nicolas Breuillard (FRA)        | 108e                            |
| 193                             | Romain Cardis (FRA)             | 110e                            |
| 194                             | Dillon Corkery (IRL)            | 81e                             |
| 195                             | Joris Delbove (FRA)             | 25e                             |
| 196                             | Jérémy Lecroq (FRA)             | AB                              |
| 197                             | Morne van Niekerk (RSA)         | 32e                             |

| Van Rysel-Roubaix VRR | Van Rysel-Roubaix VRR     | Van Rysel-Roubaix VRR |
| --------------------- | ------------------------- | --------------------- |
| Num                   | Coureur                   | Pos                   |
| 201                   | Samuel Leroux (FRA)       | 129e                  |
| 202                   | Rémi Capron (FRA)         | 90e                   |
| 203                   | Maxime Jarnet (FRA)       | 56e                   |
| 204                   | Maximilien Juillard (FRA) | 117e                  |
| 205                   | Jérémy Leveau (FRA)       | AB                    |
| 206                   | Valentin Tabellion (FRA)  | 85e                   |

| CIC U Nantes Atlantique UCN | CIC U Nantes Atlantique UCN | CIC U Nantes Atlantique UCN |
| --------------------------- | --------------------------- | --------------------------- |
| Num                         | Coureur                     | Pos                         |
| 211                         | Maël Guégan (FRA)           | 67e                         |
| 212                         | Pierre-Henry Basset (FRA)   | 15e                         |
| 213                         | Enzo Boulet (FRA)           | 132e                        |
| 214                         | Clément Braz Afonso (FRA)   | 80e                         |
| 215                         | Antoine Hue (FRA)           | 66e                         |
| 216                         | Matisse Julien (CAN)        | 39e                         |
| 217                         | Robin Plamondon (CAN)       | AB                          |

| Nice Métropole Côte d'Azur NMC | Nice Métropole Côte d'Azur NMC | Nice Métropole Côte d'Azur NMC |
| ------------------------------ | ------------------------------ | ------------------------------ |
| Num                            | Coureur                        | Pos                            |
| 221                            | Jean-Louis Le Ny (FRA)         | AB                             |
| 222                            | Jonathan Couanon (FRA)         | 112e                           |
| 223                            | Damien Girard (FRA)            | AB                             |
| 224                            | Alexander Konijn (NED)         | 116e                           |
| 225                            | Andrea Mifsud                  | 42e                            |
| 226                            | Axel Narbonne-Zuccarelli (FRA) | 86e                            |

| Israel-Premier Tech IPT | Israel-Premier Tech IPT | Israel-Premier Tech IPT |
| ----------------------- | ----------------------- | ----------------------- |
| Num                     | Coureur                 | Pos                     |
| 1                       | Riley Sheehan (USA)     | 109e                    |
| 2                       | Pascal Ackermann (GER)  | 125e                    |
| 3                       | Guillaume Boivin (CAN)  | 55e                     |
| 4                       | Hugo Hofstetter (FRA)   | 70e                     |
| 5                       | Jake Stewart (GBR)      | 79e                     |
| 6                       | Tom Van Asbroeck (BEL)  | 8e                      |
| 7                       | Ethan Vernon (GBR)      | 76e                     |

| Groupama-FDJ GFC | Groupama-FDJ GFC            | Groupama-FDJ GFC |
| ---------------- | --------------------------- | ---------------- |
| Num              | Coureur                     | Pos              |
| 11               | Valentin Madouas (FRA)      | 27e              |
| 12               | Lewis Askey (GBR)           | 12e              |
| 13               | Kevin Geniets (LUX) (route) | 22e              |
| 14               | Olivier Le Gac (FRA)        | 101e             |
| 15               | Eddy Le Huitouze (FRA)      | 59e              |
| 16               | Paul Penhoët (FRA)          | AB               |
| 17               | Clément Russo (FRA)         | 46e              |

| Uno-X Mobility UXM | Uno-X Mobility UXM             | Uno-X Mobility UXM |
| ------------------ | ------------------------------ | ------------------ |
| Num                | Coureur                        | Pos                |
| 21                 | Magnus Cort Nielsen (DEN)      | 106e               |
| 22                 | Daniel Årnes (NOR)             | 91e                |
| 23                 | Stian Fredheim (NOR)           | 120e               |
| 24                 | Markus Hoelgaard (NOR) (route) | 38e                |
| 25                 | Tobias Johannessen (NOR)       | 24e                |
| 26                 | William Blume Levy (DEN)       | 44e                |
| 27                 | Erik Nordsæter Resell (NOR)    | 17e                |

| Alpecin-Deceuninck ADC | Alpecin-Deceuninck ADC     | Alpecin-Deceuninck ADC |
| ---------------------- | -------------------------- | ---------------------- |
| Num                    | Coureur                    | Pos                    |
| 31                     | Jasper Philipsen (BEL)     | 3e                     |
| 32                     | Tibor Del Grosso (NED)     | 43e                    |
| 33                     | Silvan Dillier (SUI)       | 68e                    |
| 34                     | Søren Kragh Andersen (DEN) | 98e                    |
| 35                     | Edward Planckaert (BEL)    | 97e                    |
| 36                     | Jensen Plowright (AUS)     | AB                     |
| 37                     | Sente Sentjens (BEL)       | 118e                   |

| Team Visma \| Lease a Bike TVL | Team Visma \| Lease a Bike TVL | Team Visma \| Lease a Bike TVL |
| ------------------------------ | ------------------------------ | ------------------------------ |
| Num                            | Coureur                        | Pos                            |
| 41                             | Christophe Laporte (FRA)       | 1er                            |
| 42                             | Edoardo Affini (ITA)           | 127e                           |
| 43                             | Matthew Brennan (GBR)          | 36e                            |
| 44                             | Per Strand Hagenes (NOR)       | AB                             |
| 45                             | Tosh Van der Sande (BEL)       | 51e                            |
| 46                             | Mick van Dijke (NED)           | 16e                            |
| 47                             | Julien Vermote (BEL)           | 60e                            |

| Lidl-Trek LTK | Lidl-Trek LTK        | Lidl-Trek LTK |
| ------------- | -------------------- | ------------- |
| Num           | Coureur              | Pos           |
| 51            | Mads Pedersen (DEN)  | 49e           |
| 52            | Tim Declercq (BEL)   | AB            |
| 53            | Daan Hoole (NED)     | 58e           |
| 54            | Alex Kirsch (LUX)    | 19e           |
| 55            | Edward Theuns (BEL)  | 41e           |
| 56            | Mathias Vacek (CZE)  | 2e            |
| 57            | Otto Vergaerde (BEL) | AB            |

| Arkéa-B&B Hotels ARK | Arkéa-B&B Hotels ARK   | Arkéa-B&B Hotels ARK |
| -------------------- | ---------------------- | -------------------- |
| Num                  | Coureur                | Pos                  |
| 61                   | Arnaud Démare (FRA)    | 52e                  |
| 62                   | Amaury Capiot (BEL)    | 31e                  |
| 63                   | Matîs Louvel (FRA)     | 40e                  |
| 64                   | Luca Mozzato (ITA)     | 94e                  |
| 65                   | Miles Scotson (AUS)    | AB                   |
| 66                   | Florian Sénéchal (FRA) | 92e                  |

| Lotto Dstny LTD | Lotto Dstny LTD             | Lotto Dstny LTD |
| --------------- | --------------------------- | --------------- |
| Num             | Coureur                     | Pos             |
| 71              | Arnaud De Lie (BEL) (route) | 7e              |
| 72              | Jenno Berckmoes (BEL)       | 30e             |
| 73              | Cédric Beullens (BEL)       | 45e             |
| 74              | Sébastien Grignard (BEL)    | 64e             |
| 75              | Arjen Livyns (BEL)          | 29e             |
| 76              | Lionel Taminiaux (BEL)      | 96e             |
| 77              | Brent Van Moer (BEL)        | 107e            |

| Tudor Pro Cycling Team TUD | Tudor Pro Cycling Team TUD | Tudor Pro Cycling Team TUD |
| -------------------------- | -------------------------- | -------------------------- |
| Num                        | Coureur                    | Pos                        |
| 81                         | Matteo Trentin (ITA)       | 11e                        |
| 82                         | Aloïs Charrin (FRA)        | AB                         |
| 83                         | Alexander Kamp (DEN)       | AB                         |
| 84                         | Arthur Kluckers (LUX)      | 47e                        |
| 85                         | Marius Mayrhofer (GER)     | 105e                       |
| 86                         | Juan David Sierra (ITA)    | 119e                       |
| 87                         | Fabian Weiss (SUI)         | 74e                        |

| UAE Team Emirates UAD | UAE Team Emirates UAD      | UAE Team Emirates UAD |
| --------------------- | -------------------------- | --------------------- |
| Num                   | Coureur                    | Pos                   |
| 91                    | António Morgado (POR)      | 35e                   |
| 92                    | Ivo Oliveira (POR)         | 84e                   |
| 93                    | Rui Oliveira (POR)         | 20e                   |
| 94                    | Mikkel Bjerg (DEN)         | 54e                   |
| 95                    | Luca Giaimi (ITA)          | 75e                   |
| 96                    | Vegard Stake Laengen (NOR) | 61e                   |
| 97                    | Michael Vink (NZL)         | 83e                   |

| Decathlon-AG2R La Mondiale DAT | Decathlon-AG2R La Mondiale DAT | Decathlon-AG2R La Mondiale DAT |
| ------------------------------ | ------------------------------ | ------------------------------ |
| Num                            | Coureur                        | Pos                            |
| 101                            | Oliver Naesen (BEL)            | AB                             |
| 102                            | Edvald Boasson Hagen (NOR)     | 77e                            |
| 103                            | Dries De Bondt (BEL)           | 13e                            |
| 104                            | Sander De Pestel (BEL)         | AB                             |
| 105                            | Stan Dewulf (BEL)              | 18e                            |
| 106                            | Damien Touzé (FRA)             | 100e                           |
| 107                            | Baptiste Veistroffer (FRA)     | 104e                           |

| Intermarché-Wanty IWA | Intermarché-Wanty IWA           | Intermarché-Wanty IWA |
| --------------------- | ------------------------------- | --------------------- |
| Num                   | Coureur                         | Pos                   |
| 111                   | Hugo Page (FRA)                 | 128e                  |
| 112                   | Adrien Petit (FRA)              | AB                    |
| 113                   | Laurenz Rex (BEL)               | 48e                   |
| 114                   | Mike Teunissen (NED)            | 4e                    |
| 115                   | Taco van der Hoorn (NED)        | 28e                   |
| 116                   | Gijs Van Hoecke (BEL)           | 57e                   |
| 117                   | Roel van Sintmaartensdijk (NED) | 50e                   |

| Cofidis COF | Cofidis COF          | Cofidis COF |
| ----------- | -------------------- | ----------- |
| Num         | Coureur              | Pos         |
| 121         | Milan Fretin (BEL)   | 37e         |
| 122         | Piet Allegaert (BEL) | 122e        |
| 123         | Aimé De Gendt (BEL)  | 23e         |
| 124         | Gorka Izagirre (ESP) | 124e        |
| 125         | Nolann Mahoudo (FRA) | 26e         |
| 126         | Alexis Renard (FRA)  | 5e          |
| 127         | Ludovic Robeet (BEL) | 87e         |

| Team dsm-firmenich PostNL DFP | Team dsm-firmenich PostNL DFP | Team dsm-firmenich PostNL DFP |
| ----------------------------- | ----------------------------- | ----------------------------- |
| Num                           | Coureur                       | Pos                           |
| 131                           | Nils Eekhoff (NED)            | 115e                          |
| 132                           | Patrick Eddy (AUS)            | 21e                           |
| 133                           | Alexander Edmondson (AUS)     | AB                            |
| 134                           | Emīls Liepiņš (LAT)           | 34e                           |
| 135                           | Tim Naberman (NED)            | 103e                          |
| 136                           | Timo Roosen (NED)             | 130e                          |
| 137                           | Julius van den Berg (NED)     | 126e                          |

| TotalEnergies TEN | TotalEnergies TEN       | TotalEnergies TEN |
| ----------------- | ----------------------- | ----------------- |
| Num               | Coureur                 | Pos               |
| 141               | Anthony Turgis (FRA)    | 10e               |
| 142               | Thomas Bonnet (FRA)     | 93e               |
| 143               | Fabien Doubey (FRA)     | 88e               |
| 144               | Thomas Gachignard (FRA) | 62e               |
| 145               | Émilien Jeannière (FRA) | 89e               |
| 146               | Julien Simon (FRA)      | 69e               |

| Astana Qazaqstan Team AST | Astana Qazaqstan Team AST | Astana Qazaqstan Team AST |
| ------------------------- | ------------------------- | ------------------------- |
| Num                       | Coureur                   | Pos                       |
| 151                       | Cees Bol (NED)            | 6e                        |
| 152                       | Yevgeniy Fedorov (KAZ)    | 113e                      |
| 153                       | Michele Gazzoli (ITA)     | 95e                       |
| 154                       | Dmitriy Gruzdev (KAZ)     | AB                        |
| 155                       | Michael Mørkøv (DEN)      | 121e                      |
| 156                       | Alessandro Romele (ITA)   | 33e                       |
| 157                       | Ivan Smirnov (RUS)        | 102e                      |

| Equipo Kern Pharma EKP | Equipo Kern Pharma EKP   | Equipo Kern Pharma EKP |
| ---------------------- | ------------------------ | ---------------------- |
| Num                    | Coureur                  | Pos                    |
| 161                    | Urko Berrade (ESP)       | 99e                    |
| 162                    | Haimar Etxeberria (ESP)  | 53e                    |
| 163                    | Francisco Galván (ESP)   | 135e                   |
| 164                    | Pau Miquel (ESP)         | 63e                    |
| 165                    | Mikel Retegi (ESP)       | 133e                   |
| 166                    | Antonio Jesús Soto (ESP) | 134e                   |
| 167                    | Diego Uriarte (ESP)      | 65e                    |

| Q36.5 Pro Cycling Team Q36 | Q36.5 Pro Cycling Team Q36 | Q36.5 Pro Cycling Team Q36 |
| -------------------------- | -------------------------- | -------------------------- |
| Num                        | Coureur                    | Pos                        |
| 171                        | Jannik Steimle (GER)       | 111e                       |
| 172                        | Fabio Christen (SUI)       | 9e                         |
| 173                        | Tobias Ludvigsson (SWE)    | 72e                        |
| 174                        | Jan Sommer (SUI)           | 131e                       |
| 175                        | Rory Townsend (IRL)        | 114e                       |
| 176                        | Nickolas Zukowsky (CAN)    | 123e                       |

| Bingoal WB BWB | Bingoal WB BWB          | Bingoal WB BWB |
| -------------- | ----------------------- | -------------- |
| Num            | Coureur                 | Pos            |
| 181            | Luca De Meester (BEL)   | 73e            |
| 182            | Louis Blouwe (BEL)      | AB             |
| 183            | Cériel Desal (BEL)      | AB             |
| 184            | Jens Reynders (BEL)     | 71e            |
| 185            | Nathan Vandepitte (FRA) | 78e            |
| 186            | Loïc Vliegen (BEL)      | 82e            |
| 187            | Hugo Wertz (BEL)        | HD             |

| Saint Michel-Mavic-Auber 93 AUB | Saint Michel-Mavic-Auber 93 AUB | Saint Michel-Mavic-Auber 93 AUB |
| ------------------------------- | ------------------------------- | ------------------------------- |
| Num                             | Coureur                         | Pos                             |
| 191                             | Alexandre Delettre (FRA)        | 14e                             |
| 192                             | Nicolas Breuillard (FRA)        | 108e                            |
| 193                             | Romain Cardis (FRA)             | 110e                            |
| 194                             | Dillon Corkery (IRL)            | 81e                             |
| 195                             | Joris Delbove (FRA)             | 25e                             |
| 196                             | Jérémy Lecroq (FRA)             | AB                              |
| 197                             | Morne van Niekerk (RSA)         | 32e                             |

| Van Rysel-Roubaix VRR | Van Rysel-Roubaix VRR     | Van Rysel-Roubaix VRR |
| --------------------- | ------------------------- | --------------------- |
| Num                   | Coureur                   | Pos                   |
| 201                   | Samuel Leroux (FRA)       | 129e                  |
| 202                   | Rémi Capron (FRA)         | 90e                   |
| 203                   | Maxime Jarnet (FRA)       | 56e                   |
| 204                   | Maximilien Juillard (FRA) | 117e                  |
| 205                   | Jérémy Leveau (FRA)       | AB                    |
| 206                   | Valentin Tabellion (FRA)  | 85e                   |

| CIC U Nantes Atlantique UCN | CIC U Nantes Atlantique UCN | CIC U Nantes Atlantique UCN |
| --------------------------- | --------------------------- | --------------------------- |
| Num                         | Coureur                     | Pos                         |
| 211                         | Maël Guégan (FRA)           | 67e                         |
| 212                         | Pierre-Henry Basset (FRA)   | 15e                         |
| 213                         | Enzo Boulet (FRA)           | 132e                        |
| 214                         | Clément Braz Afonso (FRA)   | 80e                         |
| 215                         | Antoine Hue (FRA)           | 66e                         |
| 216                         | Matisse Julien (CAN)        | 39e                         |
| 217                         | Robin Plamondon (CAN)       | AB                          |

| Nice Métropole Côte d'Azur NMC | Nice Métropole Côte d'Azur NMC | Nice Métropole Côte d'Azur NMC |
| ------------------------------ | ------------------------------ | ------------------------------ |
| Num                            | Coureur                        | Pos                            |
| 221                            | Jean-Louis Le Ny (FRA)         | AB                             |
| 222                            | Jonathan Couanon (FRA)         | 112e                           |
| 223                            | Damien Girard (FRA)            | AB                             |
| 224                            | Alexander Konijn (NED)         | 116e                           |
| 225                            | Andrea Mifsud                  | 42e                            |
| 226                            | Axel Narbonne-Zuccarelli (FRA) | 86e                            |